# Gaggio Montano
Gaggio Montano – miejscowość i gmina we Włoszech, w regionie Emilia-Romania, w prowincji Bolonia.
Według danych na styczeń 2009 gminę zamieszkiwały 5154 osoby przy gęstości zaludnienia 87,8 os./1 km².